# 本田るい
本田 るい（ほんだ るい、1997年5月5日 - ）は、日本のAV女優。C-more エンターテイメント所属。

## 略歴
2017年1月、kawaii*の専属女優「大原すず（おおはら すず）」としてデビューしたロリ系AV女優。所属事務所はライフプロモーション。
2017年9月3日、C-moreエンターテイメントに所属事務所を移し「本田るい」に改名したことをツイッターで報告。
その後、活動を休止していたが2018年1月に「朝長ゆき（ともなが ゆき）」として新たにツイッターを開始。Arrows所属となり活動を再開。
現在、事実上の活動休止状態と見られる。

## 人物
趣味は野球観戦、カメラ。特技は水泳。
田舎育ちで人付き合いも上手くなく内気な自分を変えたいという思いと、処女には縁がないと思っていた世界から出演の話がきたことからAVに興味がわき出演を決め、デビュー作で処女を喪失した。

## 出演作品

### アダルトDVD
「本田るい」名義
2017年
- 新人!kawaii*専属 発掘美少女☆処女膜貫通後に31回も本気(マジ)イキする田舎娘AVデビュー（1月1日、kawaii*）
- 中年男に開発されて狂ったようにハメまくる変態ケダモノSEX（2月7日、kawaii*）
- 「新宿13時。プチ希望」　上玉ブルセラ少女みお(仮) 東京JK円光最前線×本番生中出し交渉レポ（3月19日、キチックス）※「みお」名義
- 処女卒業したての清純乙女すずの性記録（3月24日、FIRST STAR）
- 童貞の僕が処女の幼馴染にパンティ越しのH練習をお願いしたらクロッチに恥ずかしい染みが!汚すとまずいからと生で素股したらヌルヌルのお股にズボッ! 途端に顔が真っ赤になり、今まで聞いたことないHな声を漏らす彼女!清純で恥ずかしがり屋なのに実は生まれながらの多感症で、初めてなのにピクンピクン痙攣して激しく何度も求め合った!!（4月28日、SCOOP）
- 添い寝リフレのローターオプションでこっそり86倍のビッグバンローターを使ってJKを失神させて心ゆくまでセックスして来た（5月3日、サディスティックヴィレッジ）
- おっぱいが張って痛いと悩む姪っ子。はれが引くお薬だよと媚薬を塗っておっぱいをマッサージしてあげたら、張った乳首がコリコリに勃ったまま茫然自失。そのまま乳首と唇を吸いまくってぬぷっと挿入（5月5日、DIY）
- 孕ませ美少女 オヤジの生チ○ポで種付け撮り4連発!（5月12日、S級素人）
- マジックミラー号 友達同士の大学生男女が2人きり!でのスマタチャレンジ! 擦れ合う互いの性器で発情したオトコとオンナ4組! 4本番スペシャル!!（5月18日、SODクリエイト）※「あゆみ」名義
- 羞恥! 彼氏連れ素人娘をマシンバイブでこっそり攻めまくれ! 12 素人VSマシンバイブ 激安居酒屋にマジックミラー特設スタジオを設置 春の新入女子大生・女子社員、フレッシュオマ○コいただきます編（5月18日、サディスティックヴィレッジ）
- 新章・放課後美少女H 黒髪の優等生は、男の部屋で愛欲セックスに耽る…。 まだ性感を教え込まれていない未開発な美少女の秘所を、要望のままに貫き、激しく責め立てられる… 「あゝ何でだろう…今日は痛くないんです…だめっ!これ以上気持ちイイと、わたし…淫乱になっちゃいます…」（5月25日、オーロラプロジェクト・アネックス）
- 文化系女子マッサージ盗撮（5月26日、MAGIC）
- 修学旅行のJKナンパ! Vol.02 〜Welcome to TOKYO 旅の恥は掻き捨て〜（6月2日、DOC）
- 修学旅行でクラスメイトを無理矢理泥酔させてみんなで中出ししちゃった痴漢ビデオ（6月19日、アパッチ）
- 素人ヘアヌード大図鑑 〜美少女編（6月23日、S級素人）
- 女子マネージャーさん!! 部活の部員とお金の為だと割り切って素股して下さい!! vol.01（7月7日、DOC）※「あさみ」名義
- 気弱な女子アマレスラー すずちゃん19歳生パン食い込みマッスル 変態猛特訓!!（7月7日、クンカ）
- 彼氏と待ち合わせ中の素人お嬢さん限定! 彼氏と電話しながらイタズラ我慢ゲームに挑戦して高額賞金ゲットしてみませんか? 女子校生編（7月19日、ATOM）
- SEXの体位のリハーサルで、マ○コをラップでガードして素股をさせられ、狙ったのか偶然なのか、結局挿入されてナマ中出し! それでも「そんなの当たり前だから」と言われ泣き寝入りするしかないサディスティックヴィレッジの女AD57人SPECIAL 新作撮り下ろし12人 作品集45人、パワセクハラ全記録!（7月20日、サディスティックヴィレッジ）
- 120%リアルガチ軟派伝説 vol.50 in 静岡（7月21日、プレステージ）※「えみり」名義
- 気弱な女子アマレスラー すずちゃん19歳 生パン食い込みマッスル 変態猛特訓!（7月25日、クンカ）
- マジックミラー号 もうすぐ夏休み! 田舎で育った夏服女子高生がはじめてのオモチャで激イキ絶頂体験! 10人中6本番! うち1人は処女膜貫通!（8月19日、SODクリエイト）
- 夏休み、田舎のソソる女の子がやってきた!!　1人暮しをしている男友達の部屋で遊んでいたら、田舎から友達の幼馴染や妹や姪がやってきた。急だったらしく、何の準備もしていない友達は「遅くなる」と言い慌てて買い出しに行ってしまい、ボクは女の子と2人きりに!（8月10日、SOSORU×GARCON）
- 母娘二世代同時寝取り（8月25日、MAGIC）
- 社員旅行で温泉に来ている同僚の男女に混浴露天風呂で裸で2人きりの過激ミッションをしたら、セックスまでしてしまうのか?（9月7日、アイエナジー）※「すず」名義
- 素人男女観察! モニタリングAV 兄妹の兄妹愛徹底検証!! 普段は絶対話さない『初体験』や『性感帯』を兄が妹から聞き出し妹が答えられれば賞金!を差し上げます! 徐々に過激になる質問、そして赤裸々な妹の回答に思わず兄も勃起!さらに『妹のオナニーの感想』『中出しの感想』でムラムラは最高潮に!果たして禁断の一線を超えてしまい近親相姦してしまうのか?（9月19日、お夜食カンパニー）
- 義理の妹2人の重ねマンにW大量中出しで妊娠確実!? 親の再婚で新しく出来た2人の義理の妹が可愛すぎる!しかも普段からパンチラしまくり!乳首透けまくり!超無防備すぎてボクは勃起しまくり!しかもちょっとイタズラっ子で両サイドから胸を押し当ててきたり、エロいイタズラ連発でボクを誘惑してくるので理性は崩壊寸前!ついついボクも妹たちにエロいイタズラをやり返してやったら、急にしおらしくなって態度が急変!?それでも気持ちよかったみたいで続きを求めてくるのでボクも我慢できずにハメまくっちゃって義妹2人の重ねマンに生中出ししまくっちゃいました!（9月19日、ゴールデンタイム）
- バイアグラ100ml おじさん、今日もたくさん飲んで死ぬほど抱いてね。 おじさん好きJK5名より（9月19日、キチックス）
- 温泉旅行に来た娘に「擦りつけるだけだよ」という約束で素股してもらっていたら互いに気持ち良すぎてマ○コはグッショリ!でヌルっと生挿入!「え!?入ってる?」でもどうにも止まらなくて中出し!（10月5日、アイエナジー）※「すず」名義
- 淫乱母娘ナンパ やっぱり親子!恥らいイキまくり!! 6（10月10日、ホットエンターテイメント）
- 通学路女子校生 拘束固定ピストンバイブ痴漢（10月19日、アパッチ）
- 美少女はちょっとスケベなくらいがちょうどいい。身も心も素直な女の子のSEX事情（11月1日、S-Cute）
- 女子校生の乳首健康診断 3（11月3日、OFFICE K'S）
- 何も言わずに突然ザーメン発射!! 素人娘のびっくり暴発手コキ vol.2（11月3日、OFFICE K'S）
- 「フェラ上手すぎっ!」 4（11月3日、虎堂）
- 素人娘の白濁本気マン汁垂れ流しアクメ（11月3日、虎堂）
- 街角素人ナンパ チ●ポを洗うだけのお仕事だったのに… 発情しちゃってSEXしちゃった若妻たち 2 撮り下ろし4時間半（11月3日、セミョーラ）
- クラスの何も言えない可愛いウブ女子をイジメまくって中出ししちゃった痴漢ビデオ（11月7日、アパッチ）
- 妄想 誘惑 淫語ディルドオナニー（11月17日、OFFICE K'S）
- 女性経験が少なそうな高学歴で真面目な家庭教師のお兄さんを誘惑してチ○ポを勃起させて弄ぶ純粋そうな見た目なのに小悪魔ロリ痴女娘のいじわるな寸止め焦らし騎乗位で大量中出し!（11月17日、OFFICE K'S）
- 素人美人奥様限定! 電マを当てられながら旦那さんと生電話でミッションに挑戦して高額賞金ゲットしてみませんか?（11月19日、ATOM）
- 自他ともに認めるマジキチDQN先輩が地元に帰ってきた。彼女を紹介すると目の前で食べられ家にいた妹・姉・母までも全員食べられた。噂を聞いて僕を助けに来てくれた幼馴染も食べられた。僕はどうすることも出来なかった… (けどマジチキ先輩に言われるがまま妹と母とセックスさせられました。なので妹と母を食べちゃったのは僕なんですけどね…正直気持ち良かったです)（11月19日、ぐりーんあっぷる）
- 今SNSで超話題のナイトプールに潜入!! イケイケ水着ギャルをあの手この手で食いまくる!!!（12月8日、S級素人）
- こんな可憐な娘さんを…アクメ中毒の性処理肉人形に堕としてしまうのは外道な行いでしょうか（12月19日、ドグマ）
- 泥酔時はノリノリSEXだったのに翌日の朝は恥ずかしがりやの女の子に変貌!?ギャップが可愛すぎ!!（12月22日、SCOOP）

2018年
- フレッシュですSEX!!! ハンバーガー屋さんアルバイト爽やか すずこちゃん（1月1日、AV）※「すずこ」名義
- 親友の妹（1月12日、REAL）
- 恋するパンチラ 〜無邪気なキミのパンチラに恋してる〜（1月13日、アロマ企画）
- 誘惑的パンチラコレクション 4（1月25日、アロマ企画）
- 近親性交 父に何度も犯され続ける娘の近親相姦映像（2月23日、I.B.WORKS）
- M・ネクストジェン ―次世代M女優―（4月19日、ドグマ）
- 睾丸オイルマッサージで先汁垂れまくりのち○ぽをフェラチオされ続ける 3P回春エステ（4月25日、アロマ企画）

「朝長ゆき」名義
2018年
- 完全喉奥調教デビュー!!! 最狂イラマチオに憧れて自ら応募してきた変態ドM素人娘ゆきちゃん(仮名)（4月25日、えむっ娘ラボ）※「ゆき」名義
- ドストライクな野球部マネージャー制服女子。 ツ●メ球団推しの朝長ゆきちゃん（5月4日、ONEZ）
- 一般男女モニタリングAV 1発10万円! 放課後の連続射精クラブここに発足! 渋谷で声をかけた女子●生と応募で集めた童貞おじさんがラブホテルで初対面の即ナマ性交! 性欲の溜まった絶倫童貞チ○ポを腰振り騎乗位で完全筆おろし! キツキツオマ○コへの射精は1発では収まるわけがない! 終わらない連続中出し!! 4組合計14発!（5月7日、ディープス）※「ちづる」名義
- 女子○生限定 マジックミラー号　 ｢下着メーカーのモニター調査｣と称して生おっぱいをモミモミしながらインタビュー 清純そうな見た目からは想像もつかない超ドえろ発言連発! 敏感な美乳をもみほぐされて感度抜群女子○生が大人ち○ぽでイキまくり! 10人中10本番!（5月10日、SODクリエイト）※「あかね」名義
- 愛に飢えてる、って事で。（5月11日、バルタン）
- 容赦無き調教奴隷イラマチオ 3 〜無力な女は降りかかる屈辱の災難に喉奥最深部で耐え忍ぶ〜（5月18日、SEX Agent）
- パンティ越しでもわかるほどぷっくり勃起したクリトリスをこねくり回され発情する敏感娘（5月24日、ナチュラルハイ）
- 完全拘束・完全支配 強制イラマチオ（5月25日、REAL）
- 新たな刺激を求める変態夫婦たち 旦那の前でシロウト人妻をNTR撮影 プロの技でイキまくり!! 訳アリ妻の番外編 File.02（5月25日、MAD）※「ゆき」名義
- くちマ○コ 喉が性器になってチ○コ無理やり入れたがるド変態優等生（5月25日、煩悩組）
- 地味だけどエロイ! すぐにイクイク! 全身性感帯! S級素人出演!! Vol.002 街の本屋さんで働く眼鏡で控えめ系女子は実は… 調教されたがるアニオタど変態娘だった。（6月8日、S級素人）※「斉藤」名義
- パンチラをエロい物だと気づいていない無邪気な女の子（6月13日、アロマ企画）
- ちょっとそこのお嬢さん! 目隠し素股して高額賞金ゲットしてみませんか?（6月19日、ATOM）
- ヤレる神アプリで口説き成功!! 即ハメに持ち込んで中出しSEX（6月22日、S級素人）※「yuki」名義
- ド変態体位の羞恥手コキ 〜男のプライドはボッロボロ、男のシンボルはボッキボキ。狂ったもん勝ちの快楽世界〜（6月22日、SEX Agent）
- 山奥県弩田舎郡炉利村 中出し乱交祭（7月1日、キチックス）※「ゆき」名義
- 成長した小悪魔姪っ子と温泉旅行（7月1日、キチックス）※「ゆき」名義
- パンツ内大量射精電車痴漢（7月7日、アパッチ）
- 宅飲みで男友達が連れて来た彼女が可愛かったから悔し過ぎて『王様ゲーム』を提案! 男友達とその彼女を気まずくさせてやる お酒の量と命令をどんどんエスカレートさせると…男友達は爆睡し彼女はドエロモードに!そんな状況に思わずソソラれていると彼女の方から誘ってきた!?だから遠慮なくチ○ポをぶち込んでやりました!!（7月7日、SOSORU×GARCON）
- 地方発東京女子大生ワケあり裏バイト Vol.001（7月13日、S級素人）
- シングルファーザーになった僕は子育てに悪戦苦闘! そんな頼りない姿をみかねたのかご近所主婦がママ友になってくれた! 厚意のついでに人妻柔乳にも甘えたらいつしか同情が発情にかわって育ジの合間に○○ちゃんママとヌキ挿しシまくる関係に!! 3（7月13日、SCOOP）
- 大早漏で超連続フェラチオ 〜ヌいてもヌいても勃起で痴女歓喜 休む暇無いおかわり射精〜（7月20日、SEX Agent）
- ガチンコ中出し!顔出し! 人妻ナンパ in広尾 〜高級住宅街のセレブ妻を喰いまくり〜（7月26日、ビッグモーカール）※「ゆき」名義
- 息を殺して大興奮! 雑魚寝痴漢 民泊格安旅行中の男達に1組だけ混じっているカップルの彼女がノーブラ＆ミニスカートでソソられまくり! なので皆が寝静まった所、彼氏や皆にバレないようゆっくりコッソリ痴漢開始。すると僕の勃起したチ○ポを彼女が握りしめメチャクチャ興奮している!?そんな性欲旺盛な彼女を彼氏の隣でたっぷりかわいがってやりました!!（7月26日、SOSORU×GARCON）
- エリートと結婚して寿退社したはずのあの憧れのマドンナがデリヘル嬢になっていた! 皆には内緒にするかわり高嶺の華マ○コでゴム無し本番!!（7月27日、SCOOP）※「ゆき」名義
- JOI センズリを指示する女たち（8月3日、OFFICE K'S）
- 腰にクる乳首オナニー（8月3日、OFFICE K'S）
- 赤面!!素人娘に恥ずかしい事言わせちゃいました!!（8月3日、OFFICE K'S）
- 我慢できずにおもらししてしまった小便マ○コを無理矢理お掃除クンニしていたら再びほとばしる快感おもらし小便汁!! 終わりのない女子○生の羞恥お漏らしお掃除クンニ（8月17日、OFFICE K'S）
- ワキ舐め 女性の秘めた淫部「ワキ」をじっくり鑑賞し…嗅ぎまくり！舐めまくる!!（8月17日、OFFCIE K'S）
- 一般男女モニタリングAV マジックミラーの向こうには大好きな彼氏! 素人女子●生とチ●ポが大きすぎて困っている日本在住の黒人男性が1発10万円ガン突き連続射精SEXに挑戦 4 未○達なキツオマ○コに外国サイズの黒デカチ○ポをねじ込まれ衝撃ピストンが子宮に直撃!! 彼氏の目の前で何度も中出しSEX!! 合計14発（9月7日、ディープス）
- 10分で2度抜き手こきサロン（9月13日、アロマ企画）
- ボクの妹はSNSの裏アカウントで自撮りエロ画像をアップしまくり!? 今日も部屋や風呂・トイレでエロいポーズで自撮りしていて、ボクがこっそり覗いていたら見つかっちゃいました!怒るかと思ったらもっと注目されたいからとボクも強制参加でもっと過激な自撮り撮影に!ボクの勃起チ〇コを舐めたり、挿れる“フリ”していたら妹も発情しちゃったみたいで（10月7日、ゴールデンタイム）
- SUPERパックリまんこアップ4時間SP Vol.9（10月19日、サルトル映像出版）
- 手の指でマ○コを隠さないから穴へのヌキサシと淫汁ぐちゅぐちゅがよく見える! 淫語かたりかけスティックローターオナニー 2（10月25日、アイエナジー）
- 大人しそうな眼鏡美人コンビニ店員は超ドS!? 万引きをした男子学生をバックヤードで目隠し拘束! ウブそうな男子学生を性的制裁!自分勝手に弄んで犯しまくる!（11月7日、アパッチ）

2019年
- 若妻素人ナンパ 「ち○ぽ洗い」のアルバイトしてたらムラムラしてSEXしちゃった欲求不満な人妻たち 5時間（1月4日、OFFICE K'S）
- マジックミラー号 全国各地で見つけた本物芸能人級の素人娘にコスプレさせて、綺麗な顔を顔射で汚しちゃいましたSP 10人10本番!（1月10日、SODクリエイト）※「みき」名義
- 幼気な娘たちは中年オヤジの快楽玩具（2月8日、REAL）
- デカチンと噂だった僕がバツイチになって「子育てって大変ですね」って弱音をはいたら近所の世話好き人妻が挿れ食い状態!（2月22日、SCOOP）

### VR
- 生中出し! 美マンにブチ込め!!（2017年6月5日、ブイワンVR）
- フェラ 気持ちよくなってね。（2017年6月20日、ブイワンVR）
- ナンパした女を連れ込み言葉巧みにVRで撮影。 個人的に楽しむなんて嘘に決まってるwww VRハメ撮り師な俺が撮った映像放出 vol.6（2018年5月25日、CASANOVA）

### イメージDVD
- 少女の掟（2017年6月23日、スパイスビジュアル）※「鈴村りん」名義
- ぴよぴよ成長日記 ボクのいもうと1年生 vol.3（2017年8月23日、21世紀FAX）※「南田ゆず」名義
- 〜顔もアナルも美女宣言〜 美女アナ*リスト（2018年5月25日、スパイスビジュアル）※「森川涼子」名義
- ボクの妹 ペロヲタ 僕の妹が着エロデビューした理由（2018年8月31日、スパイスビジュアル）※「桜井詩織」名義